# Yabisi habanensis
Yabisi habanensis är en spindelart som först beskrevs av Pelegrín Franganillo Balboa 1936.  
Yabisi habanensis ingår i släktet Yabisi och familjen Hersiliidae. Inga underarter finns listade i Catalogue of Life.